# Управління п'яти північних провінцій
Управління п'яти північних провінцій (кор. 이북5도위원회, ібукодовівонхве) — урядовий орган Республіки Корея при Міністерстві громадської адміністрації та безпеки. Розглядається як легітимний уряд на територіях, які нині контролюються «Корейською Народно-демократичною Республікою». Заснований у 1949 році в місті Сеулі.
Оскільки Республіка Корея не визнає КНДР суверенною державою, вона також не визнає і територіальних реформ північнокорейського уряду. Управління складається з департаментів п'яти провінцій — Хванхедо, Пхьонан-Намдо, Пхьонан-Пукто, Хамгьон-Намдо і Хамгьон-Пукто, що відповідає адміністративному поділу Кореї станом на 1945 рік, одразу після проголошення незалежності від Японської імперії.
Управління складається з п'яти начальників провінцій, 97 начальників повітів та 911 почесних керівників селищ, волостей та міських районів. Керівником Управління є один з губернаторів п'яти провінцій, а його зміна проходить щорічно за принципом ротації.

Карта Півночі Кореї з поділом провінцій, на які претендує Республіка Корея

## Втрачені території Кьонгідо

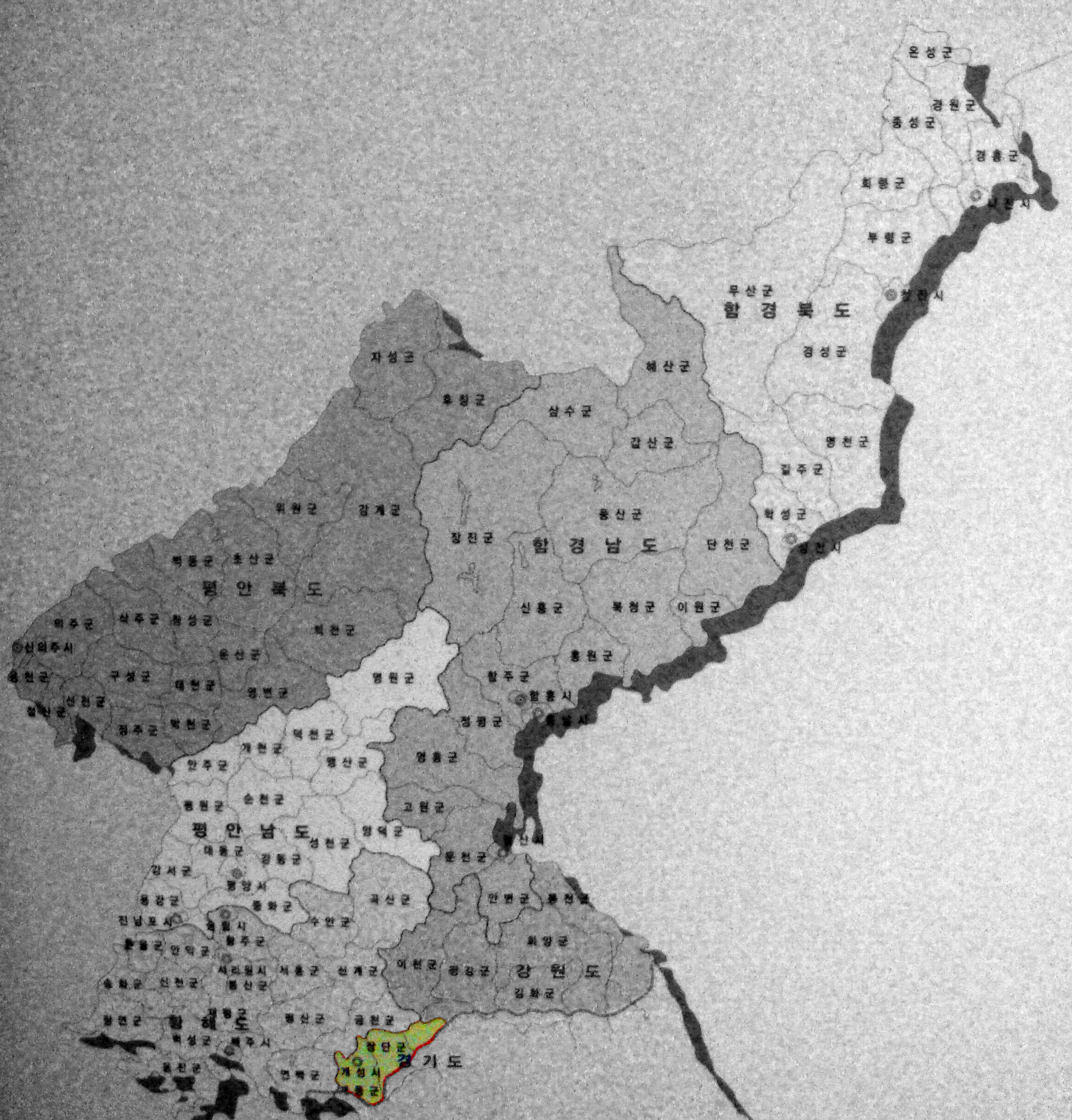
Втрачені території Кьонгідо

## Втрачені території Канвондо

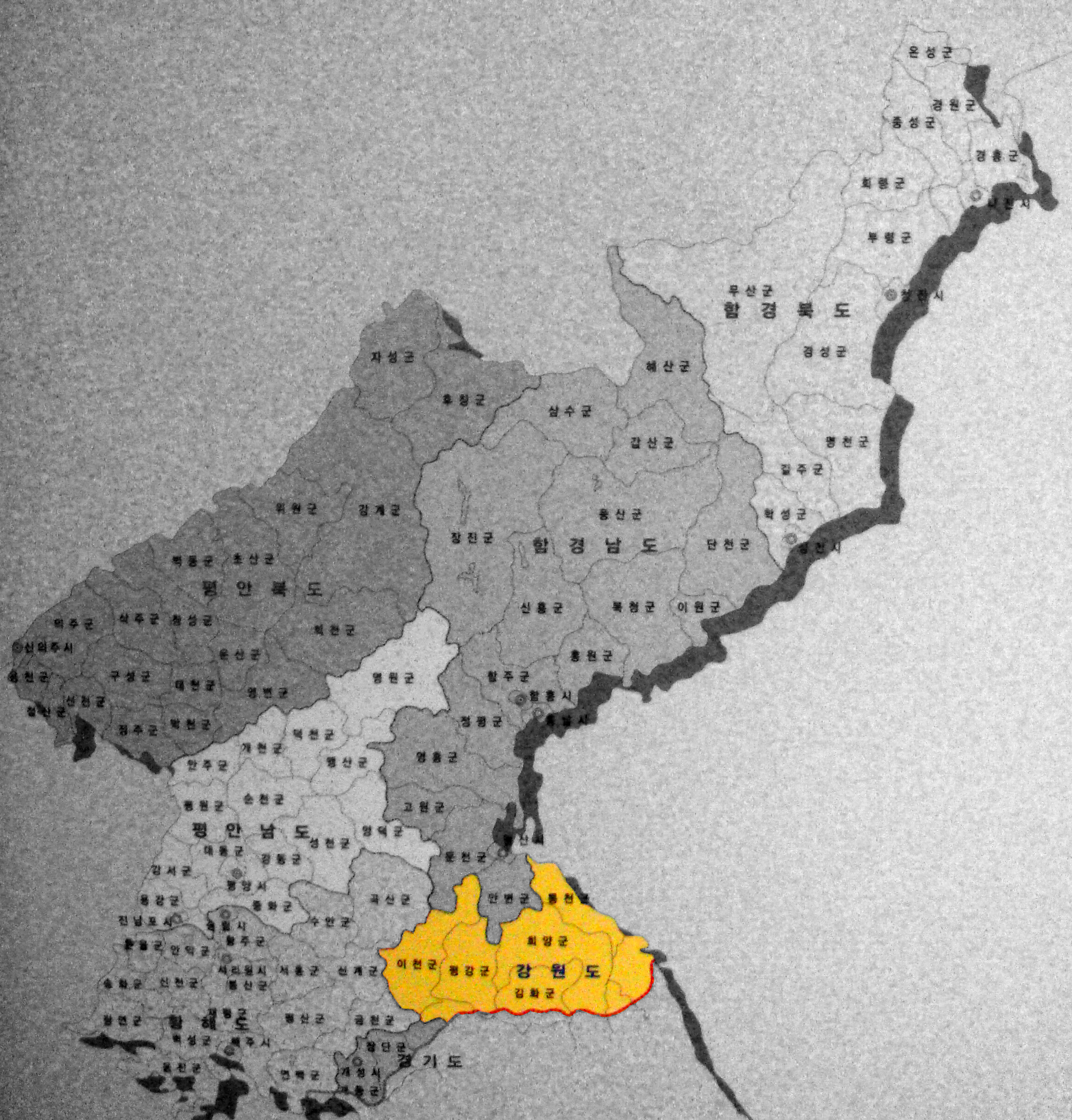
Втрачені території Канвондо